# Gagea liotardii
Gagea liotardii (зірочки Ліотарда; відомі також як зірочки червонясті (Gagea erubescens)) — вид рослин з родини лілійних (Liliaceae); поширений у Марокко, Європі й Азії.

## Опис
Трава з двома цибулинами в загальній оболонці. Стебло пряме, просте, порожнисте, з круглим перерізом, діаметром ≈ 2 мм, висотою 5–15 см. Прикореневих листків, як правило, два, кожен зростає з однієї цибулі, вузьколінійні, напівкруглі або трикутні в поперечному перерізі, порожнисті, шириною 3–5 мм, довші, ніж суцвіття. Стеблових листків два, широко ланцетні, загострені вгорі, завдовжки 2.5–4.5 см. Суцвіття з 2–6 квітками діаметром 2–3.5 см. 

## Поширення
Поширений у Марокко, Європі й Азії.
В Україні зростає в лісах, на узліссях, в чагарниках — на півдні Полісся, в Лісостепу і Степу, зазвичай.